# تیم دوچرخه‌سواری استوکی
تیم دوچرخه‌سواری استوکی (ایتالیایی: Stucchi) یک تیم دوچرخه‌سواری در کشور ایتالیا بوده.
این تیم در سال ۱۹۰۹ تأسیس و در سال ۱۹۵۱ منحل شده‌است، تیم استوکی در سال ۱۹۱۴ و ۱۹۱۹ قهرمان بخش تیمی جیرو دیتالیا شده‌است.